# Borovnice (ort i Tjeckien, lat 50,06, long 16,25)
Borovnice är en ort i Tjeckien. Den ligger i den östra delen av landet, 130 km öster om huvudstaden Prag. Borovnice ligger 311 meter över havet och antalet invånare är 370.
Terrängen runt Borovnice är platt åt sydväst, men åt nordost är den kuperad. Runt Borovnice är det ganska glesbefolkat, med 50 invånare per kvadratkilometer. Närmaste större samhälle är Ústí nad Orlicí, 14,5 km sydost om Borovnice. Omgivningarna runt Borovnice är en mosaik av jordbruksmark och naturlig växtlighet.